# Loretta Goggi
Loretta Goggi (n. 29 septembrie 1950, Roma, Italia) este o actriță și moderatoare de televiziune italiană.